# Novokřtěnectví

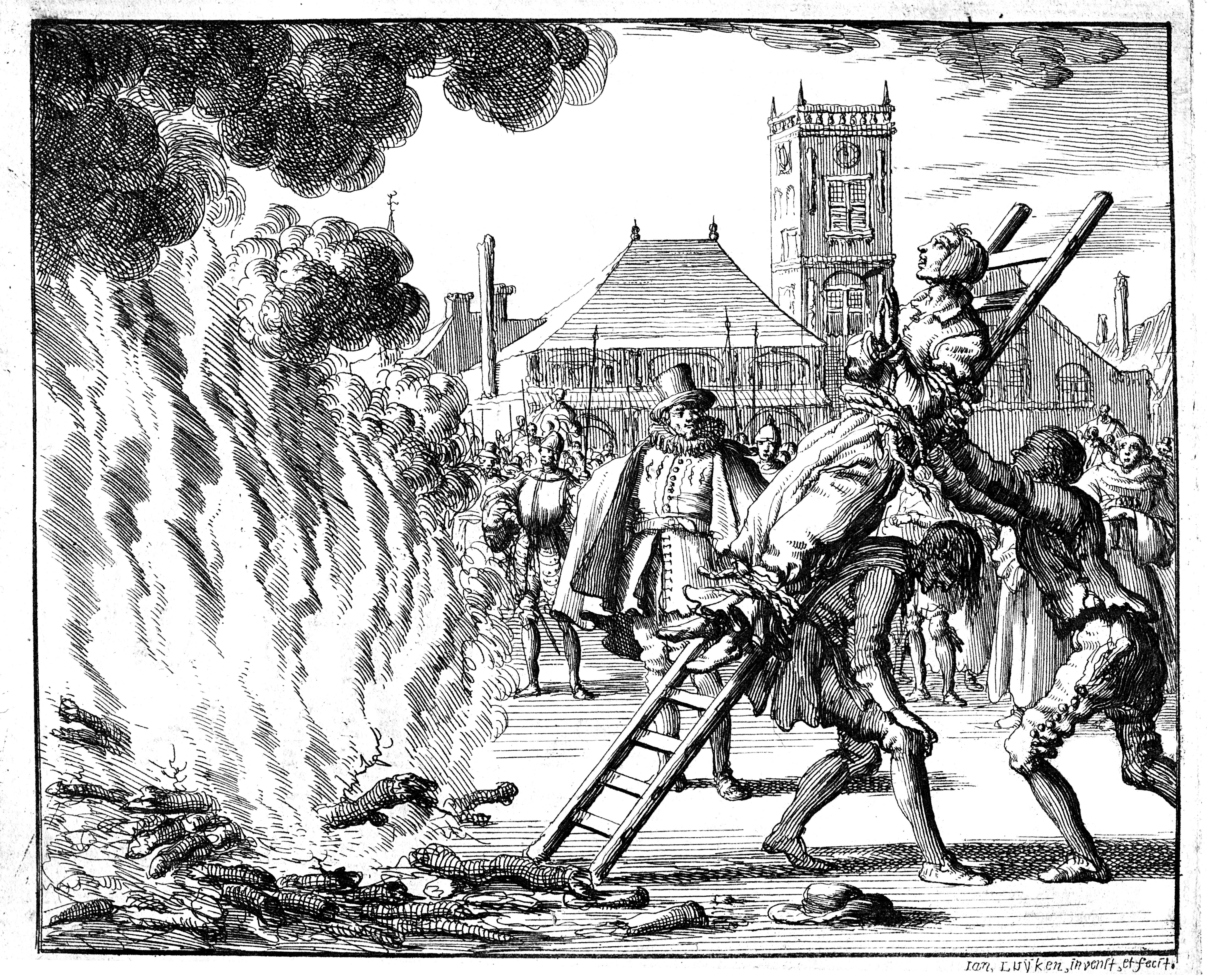
Upalování novokřtěnců na hranici (Anneken Hendriks, † 1571)

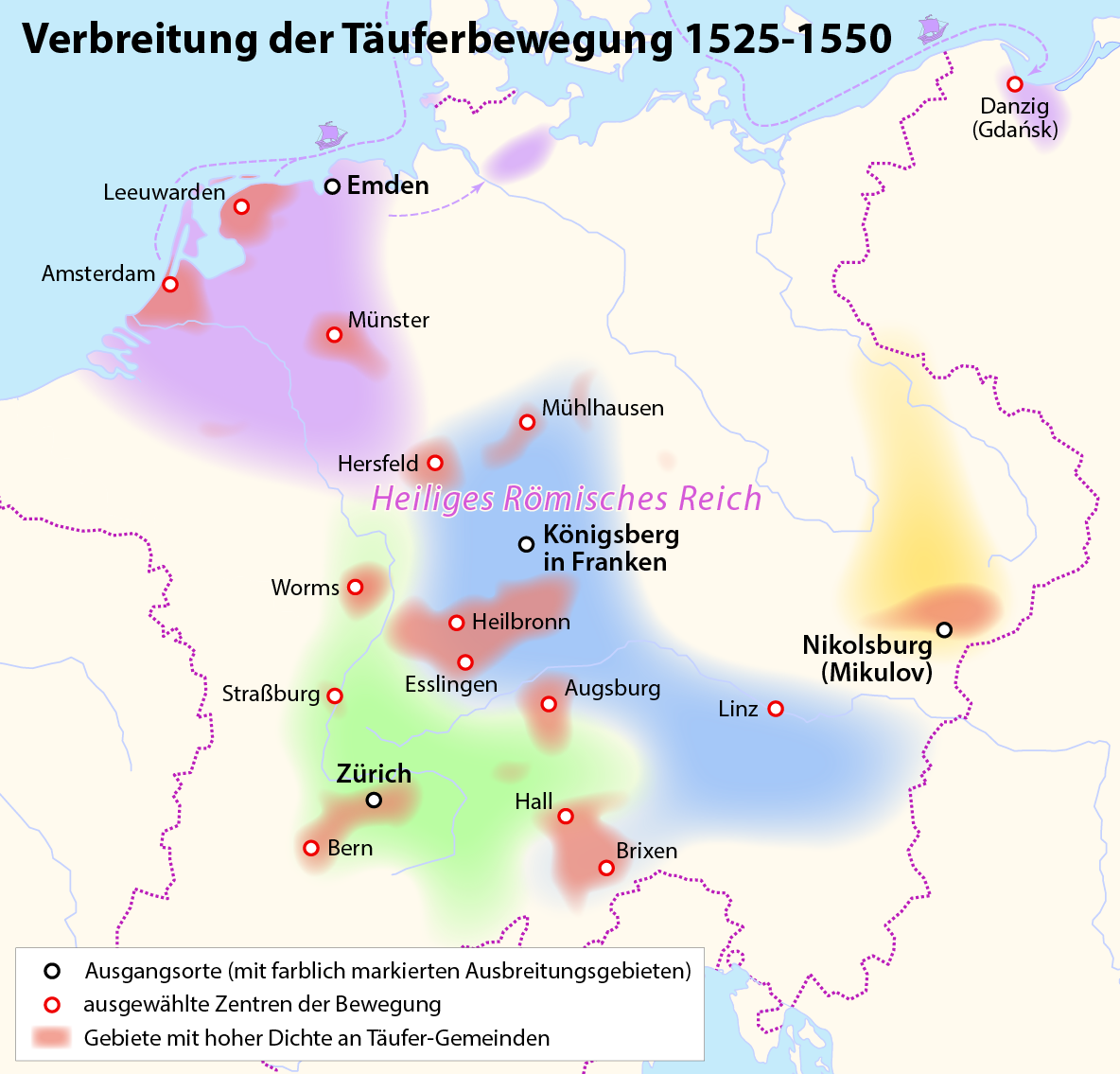
Mikulov byl jedním z raných center

Novokřtěnectví (Anabaptismus) je jedno z mnoha reformních křesťanských náboženských hnutí vzniklých v 16. století. Anabaptisté se považují za příslušníky tzv. radikální reformace.

## Vznik hnutí
Ačkoliv zdaleka nebylo jednotné, lze vysledovat společné znaky jednotlivých skupin. U zrodu hnutí stáli tři muži: původně curyšský katolický kněz Hulderich Zwingli, který se ale za krátký čas od hnutí distancoval, Conrad Grebel a Felix Manz. Tito pánové se spolu s několika dalšími sešli v roce 1522 v Curychu a diskutovali zejména o náboženství. Společně dospěli k závěru, že křtění dětí je bezvýznamné – shodli se na tom, že člověk má být křtěn až ve chvíli, kdy je plně schopen uvědomit si závažnost aktu.
Grebel a Manz poté provedli rozbor Nového zákona a na základě svých poznatků začali usilovat o aktivní reformu. V té době už s nimi Hulderich Zwingli z důvodu zachování své pozice před radními Curychu přestal souhlasit a postupně se od nich začal z politických důvodů distancovat. O tři roky později, v lednu 1525, již s nimi dokonce přímo diskutoval před curyšským koncilem. Na konci disputace koncil rozhodl, že Grebel a Manz jsou přílišní radikálové a jejich činnost by v žádném případě neměla být nijak podporována. Grebela a Manze to neodradilo a brzy na svou stranu získali i kněze Jiřího Blaurocka, který souhlasil s jejich náboženskými názory. Během jednoho ze svých společných setkání, kdy diskutovali o možných a potřebných změnách církve, vyslovil Blaurock požadavek na „znovupokřtění“. Grebel ho pokřtil a vzápětí byl spolu s Manzem také pokřtěn. V tento den, 21. ledna 1525, se zrodilo novokřtěnství neboli anabaptismus.
Brzy se ke Grebelovi a Manzovi začali připojovat další lidé. Téměř vzápětí také začala perzekuce ze strany státu. Felix Manz byl v lednu 1527 v Curychu popraven utopením; stal se tak prvním novokřtěneckým mučedníkem. Další členové anabaptistického hnutí byli upáleni na hranici. Navzdory perzekuci začalo nové reformační hnutí rychle narůstat. Ježto bylo slovo anabaptista v té době hanlivé, tedy nařčením z kacířství, byla tato skupina reformačních radikalů původně známa jako „švýcarští bratří.“

## Hlavní myšlenky
První myšlenkou byl již zmíněný křest v dospělosti. Zpočátku to bylo překřtění nových členů – všichni byli povinně pokřtěni už po narození. Do budoucna ale měly být děti novokřtěnců pokřtěny až ve věku, ve kterém by byly plně schopny uvědomit si význam aktu a potvrzení své víry, které křtem prokazují.
Anabaptisté také kladli zvýšený důraz na morální a etické hodnoty náboženství. V souvislosti s tím vyčítali současné církvi, že žije v přebytku. Podle nich bylo třeba stávající církev zrušit a vybudovat novou, puristickou, stejnou, jaká existovala těsně po smrti Ježíše. Podle novokřtěnců měla být víra demonstrována každý den, každou chvíli života, nikoli jen o svátcích, jak se často stávalo. Také kladli důraz na dobrovolnost víry.
Novokřtěnci byli tvrdě proti třídním rozdílům; některá uskupení neumožňovala přímé členství v církvi aristokracii a lidem vysoce postaveným ve světském aparátu, i když s nimi často měli přátelské vztahy. Důsledně propagovali pomoc bližním v nouzi, často také kolektivní hospodaření v tzv. Brüderhofech.
Další zásadou novokřtěnců bylo odmítání složit jakoukoli přísahu. Ať již náboženskou, nebo světskou. Proto nemohli (a ani nechtěli) sloužit v jakémkoliv úřadu. Ne nevýznamným byl také novokřtěnecký názor na kázání: podle nové víry mohl kázat každý, kdo se cítil momentálně inspirován Duchem svatým, nikoli pouze kněz. Navíc po vzoru apoštolů a prvních církevních otců novokřtěnci předpokládali brzký návrat Ježíše Krista na zem a konečné zúčtování, kdy se skuteční křesťané dostanou do tisíciletého království (tzv. chiliasmus).

## Sekty
V prvních desetiletích anabaptistického hnutí, které se šířilo velice rychle, existovalo množství směrů i sekt. Nejdůležitějším směrem se stali především hutterité (známí od roku 1533 na Moravě) na východě Evropy a v oblasti Habsburské říše, mennonité (po roce 1545 v Holandsku a severním Německu) a v pozdější době např. amišové (po roce 1693 kolem Bernu a v Alsasku).
Malá skupina novokřtěnců v severním Německu byla Tomášem Müntzerem přesvědčena k použití násilí, aby pomohli přivést tzv. Nový Jeruzalém na zemi. Toto extrémní vidění vedlo k obsazení Münsteru. Posléze bylo mnoho příznivců násilí popraveno či se mezi sebou zabíjeli. Zbytek jich načas přežil jako loupežníci.
Hlavní směry anabaptismu přetrvaly v zásadě jako hnutí mírumilovná, až v některých formách pacifistická.

## Novokřtěnectví v českých zemích
Anabaptisté se usadili na Moravě po vyhnání z Dolních Rakous. Byli zručnými řemeslníky, prosluli zejména výrobou fajánse, a proto je šlechta na svých panstvích vítala.